# Diritti LGBT nella Repubblica del Congo
Le persone LGBT nella Repubblica del Congo non sono legalmente perseguite, ma le coppie dello stesso sesso e le famiglie guidate da coppie dello stesso sesso non hanno diritto alle stesse tutele legali disponibili per le coppie formate da individui di sesso opposto.

## Leggi sull'attività sessuale tra persone dello stesso sesso
Gli atti sessuali tra persona dello stesso sesso sono legali. Questi atti non sono mai stati criminalizzati. L'età del consenso non è uguale.

## Riconoscimento delle relazioni tra persone dello stesso sesso
Non esiste alcun riconoscimento legale per le unioni omosessuali.

## Protezioni contro la discriminazione
Non esiste alcuna protezione legale contro la discriminazione basata sull'orientamento sessuale. Sono stati segnalati casi di discriminazione di piccoli gruppi locali che combattono per i diritti umani e la libertà.

## Condizioni di vita
Il Rapporto sui diritti umani del Dipartimento di Stato degli Stati Uniti del 2010 ha rilevato che "non c'era una grande comunità gay o lesbica a causa dello stigma sociale associato all'omosessualità" e che "non c'erano casi noti di violenza o discriminazione contro gay, lesbiche o transgender individui durante l'anno mentre la discriminazione può esistere a causa dello stigma sociale che circonda l'omosessualità; nessun caso di questo tipo è stato segnalato alle ONG o coperto dai media. "

## Tabella riassuntiva
| Attività e relazioni sessuali legali                                | (da sempre legale) |
| Parità dell'età di consenso                                         | (dal 1947)         |
| Leggi anti-discriminazione sul lavoro                               | No                 |
| Leggi anti-discriminazione nella fornitura di beni e servizi        | No                 |
| Leggi anti-discriminazione in tutti gli altri settori               | No                 |
| Matrimonio egualitario                                              | No                 |
| Unione civile                                                       | No                 |
| Adozione                                                            | No                 |
| Autorizzazione a prestare servizio nelle forze armate               |                    |
| Diritto di cambiare legalmente sesso                                |                    |
| Surrogazione di maternità                                           | No                 |
| Permesso alle donne lesbiche di accedere alla fecondazione in vitro | No                 |
| Permessa la donazione di sangue per le persone omosessuali          | No                 |